# Рим е направен за осем дни
„Рим е направен за осем дни“ или „Осем дни, които създадоха Рим“ (на английски: 8 Days That Made Rome) е британска документална историческа поредица, излъчена по „Чанъл Файв“ от 27 октомври до 15 декември 2017 г. В нея се изследва произходът на Древен Рим.
В епизодите на поредицата участват и различни български актьори: Атанас Сребрев, Ненчо Балабанов, Башар Рахал, Диана Димитрова и Радина Боршош. Водеща е историчката Бетани Хюс.

## Епизоди
1. Hannibal's Last Stand – 27 октомври 2017 г.
2. The Spartacus Revolt – 3 ноември 2017 г.
3. Caesar Crosses the Rubicon – 10 ноември 2017 г.
4. Rome's First Emperor – 17 ноември 2017 г.
5. Boudica's Revenge – 24 ноември 2017 г.
6. The Downfall of Nero – 1 декември 2017 г.
7. The Colosseum's Grand Opening – 8 декември 2017 г.
8. The Rebirth of Rome – 15 декември 2017 г.